# Мурсько Средище
Мурско Средіще (хорв. Mursko Središće, угор. Muraszerdahely, прек. Mürsko Srdišče або Mörsko Srdišče) — містечко в найпівнічнішій частині Хорватії, у Меджимурській жупанії. Розташоване на кордоні зі Словенією, на правому березі річки Мура.

## Історія
Мурско Средіще є одним з найстаріших поселень в Меджимур'ї, адже місцева церква Святого Мартіна згадується вже в 1334 році (лат. Sancti Martini in Zredysche). Видатний історик Кукулевич вважав, що вже за часів Римської імперії існувало поселення під назвою Halicanum як важливе місце зупинки на римській дорозі Poetovio (Птуй) — Карнунт (нині Петронель на Дунаї, проміжний пункт між Віднем та Братиславою). Мурско Средіще нарівні з Прелогом, Чаковцем, Неделіще, Штріґовою і Подтуреном вже в 1638-1698 рр. було одним із шістьох міських поселень в Меджимур'ї.
Як важливе торговельне місто згадується в 1477 році. Невідомо, яке лихо спіткало поселення в 1501 році, але населений пункт, який до цього року згадувався як парафіяльний центр, далі входить вже до складу парафії Селніца. У 1650 р. поселення називається Мурасердахель. У 1660 р. задокументовано каплицю святого Мартіна, а в 1716 р. було збудовано в готичному стилі каплицю святого Владислава. У 1690 р. її було зруйновано внаслідок повені, але в 1820 р. відбудовано в стилі пізнього бароко і наділено статусом парафіяльної церкви Марії Цариці і Святого Владислава.
На початку минулого століття Мурско Средіще швидко розвивається завдяки прокладеному шляху та залізничній вітці між Чаковцем та Лендавою, збудованій у 1889 році, а також видобутку нафти: вже в 1850 р. видобуток розгортається в довколишніх поселеннях Селніца і Пекленіца. Це прискорило і будівництво нафтопроводу Селніца — Мурско Средіще в 1901 році, першого в цій частині Європи.
Після Першої світової війни починається розробка родовищ вугілля. Спочатку це було в Пекленіці, а потім у Мурско Средіще. 1925 року розпочато роботу щодо відкриття першої в Меджимур'ї копальні — «Храстінка 1». Вуглекопів було привезено зі Словенії. Вуглевидобутком займалося підприємство «Краліч і Майхен», яке в 1946 році перейшло в державну власність, коли було створено виробниче об'єднання «Međimurski ugljenokopi». З моменту свого створення до закриття в 1972 р. було видобуто 4 593 961 тонн вугілля, або приблизно 157 626 тонн на рік. За час свого існування шахти були рушіями економічного розвитку не тільки містечка Мурско Средіще, а й цієї частини Меджимур'я. На згадку про вуглекопів залишилися терикони, пам'ятник шахтареві в центрі містечка та назва футбольного клубу «Рудар» (з хорватської: вуглекоп, шахтар), а один нічний клуб просто так і називається «Шахта».

## Населення
Населення громади за даними перепису 2011 року становило 6 307 осіб, 1 з яких назвав рідною українську мову, 95,60% з яких становили хорвати. Населення самого поселення становило 3 444 осіб.
Динаміка чисельності населення громади:
Динаміка чисельності населення центру громади:

## Населені пункти
Крім поселення Мурсько Средище, до громади також входять:
- Хлапичина
- Кришовець
- Пеклениця
- Штруковець

## Клімат
Середня річна температура становить 9,98 °C, середня максимальна – 24,18 °C, а середня мінімальна – -6,75 °C. Середня річна кількість опадів – 806,00 мм.
| Клімат поселення                              | Клімат поселення | Клімат поселення | Клімат поселення | Клімат поселення | Клімат поселення | Клімат поселення | Клімат поселення | Клімат поселення | Клімат поселення | Клімат поселення | Клімат поселення | Клімат поселення | Клімат поселення |
| Показник                                      | Січ.             | Лют.             | Бер.             | Квіт.            | Трав.            | Черв.            | Лип.             | Серп.            | Вер.             | Жовт.            | Лист.            | Груд.            |                  |
| Середній максимум, °C                         | 5,15             | 7,30             | 11,79            | 16,34            | 21,27            | 24,18            | 23,83            | 23,31            | 19,37            | 13,96            | 8,29             | 4,41             |                  |
| Середня температура, °C                       | −0,8             | 1,34             | 5,84             | 10,39            | 15,32            | 18,23            | 19,90            | 19,36            | 15,40            | 10,00            | 4,32             | 0,46             |                  |
| Середній мінімум, °C                          | −6,75            | −4,62            | −0,11            | 4,44             | 9,36             | 12,27            | 15,91            | 15,39            | 11,46            | 6,04             | 0,36             | −3,5             |                  |
| Норма опадів, мм                              | 37               | 40               | 53               | 62               | 73               | 89               | 91               | 84               | 78               | 71               | 74               | 54               |                  |
| Середньомісячна швидкість вітру, м/с          | 2.00             | 2.20             | 2.60             | 2.60             | 2.40             | 2.20             | 2.10             | 1.90             | 1.90             | 1.90             | 2.03             | 2.08             |                  |
| Середньомісячна сонячна радіація, кДж/м²·день | 3979             | 6730             | 10500            | 14942            | 18947            | 20899            | 21314            | 18672            | 13783            | 8554             | 4411             | 3200             |                  |
| --------------------------------------------- | ---------------- | ---------------- | ---------------- | ---------------- | ---------------- | ---------------- | ---------------- | ---------------- | ---------------- | ---------------- | ---------------- | ---------------- | ---------------- |
| Джерело:                                      |                  |                  |                  |                  |                  |                  |                  |                  |                  |                  |                  |                  |                  |